# Sarkis Howsepian
Sarkis Howsepian, orm. Սարգիս Հովսեփյան (ur. 2 listopada 1972 w Erywaniu) – były ormiański piłkarz występujący na pozycji obrońcy, trener piłkarski.

## Kariera piłkarska

### Kariera klubowa
W dorosłej piłce debiutował w 1990 roku w klubie Malatia Erywań. Następnie występował kolejno w: Lori Wanadzor, Homenetmen Erywań, Pjuniku Erywań, Zenicie Petersburg, Torpedo Moskwa i ponownie w Pjuniku Erywań.

### Kariera reprezentacyjna
W reprezentacji Armenii Howsepjan debiutował w 1992 roku i jak dotąd rozegrał w niej ponad 100 meczów, co stanowi najlepszy wynik w historii kadry narodowej Ormian. Premierowego gola dla reprezentacji piłkarz strzelił 2 czerwca 2007 w meczu eliminacyjnym z Kazachstanem.

## Kariera trenerska
Po zakończeniu kariery piłkarza rozpoczął pracę szkoleniowca. Najpierw w 2013 pomagał trenować rodzimy klub Pjunik Erywań, a 30 grudnia 2013 został mianowany na stanowisko głównego trenera Pjuniku. W kwietniu 2015 został powołany na stanowisko selekcjonera narodowej reprezentacji Armenii.

## Sukcesy i odznaczenia

### Sukcesy piłkarskie
Pjunik Erywań
- mistrz Armenii: 1992, 1995–96, 2004, 2005, 2006, 2007, 2008, 2009, 2010
- zdobywca Pucharu Armenii: 1996, 2004, 2009, 2010
- zdobywca Superpucharu Armenii: 1997, 2004, 2006, 2007, 2009

Zenit Petersburg
- wicemistrz Rosji: 2003
- brązowy medalista Mistrzostw Rosji: 2001
- zdobywca Pucharu Rosji: 1998/99
- finalista Pucharu Rosji: 2001/02
- zdobywca Pucharu Priemjer-Ligi: 2003

### Sukcesy trenerskie
Pjunik Erywań
- mistrz Armenii: 2014/15
- zdobywca Pucharu Armenii: 2014/15